# 274084 Baldone
274084 Baldone è un asteroide della fascia principale. Scoperto nel 2008, presenta un'orbita caratterizzata da un semiasse maggiore pari a 2,4036189 UA e da un'eccentricità di 0,1756062, inclinata di 3,91755° rispetto all'eclittica.
L'asteroide è dedicato all'omonima località lettone.